# Sjef van den Berg
Sjef van den Berg (* 14. April 1995 in Bernheze) ist ein ehemaliger niederländischer Bogenschütze.

## Karriere
Sjef van den Bergs erster internationaler großer Erfolg war der Europameistertitel mit der niederländischen Mannschaft 2012. Im Jahr darauf konnte er mit dem niederländischen Team auch bei den Halleneuropameisterschaften die Goldmedaille gewinnen, ehe ihm dies bei den Hallen-EM 2015 erneut gelang. Zudem nahm van den Berg an den Europaspielen 2015 teil, wo er Silber im Einzel und Bronze mit der Mannschaft gewann. Bei den Olympischen Spielen 2016 in Rio de Janeiro erreichte van den Berg im Einzelwettbewerb das Halbfinale, unterlag dort jedoch Jean-Charles Valladont aus Frankreich. Im Duell um Bronze verlor er gegen den US-Amerikaner Brady Ellison und verpasste somit eine olympische Medaille. Im Mannschaftswettbewerb wurde van den Berg mit Rick van der Ven und Mitch Dielemans Siebter. In Yankton konnte er bei den Hallenweltmeisterschaften 2018 sich sowohl im Einzel als auch mit der Mannschaft den WM-Titel sichern. 2019 gewann van den Berg bei den Europaspielen in Minsk mit der Mannschaft und bei den Weltmeisterschaften in ’s-Hertogenbosch im Mixed-Team mit Gabriela Bayardo jeweils Silber. 2021 folgte sein zweiter EM-Titel mit der Mannschaft. Zudem nahm van den Berg an den Olympischen Spielen in Tokio teil. Dort klassierte er auf Platz 17 im Einzelwettbewerb. Mit Gijs Broeksma und Steve Wijler verpasste van den Berg im Mannschaftswettbewerb als Vierter erneut knapp eine olympische Medaille.